# مدحت عبدالهادی
مدحت عبدالهادی (عربی: مدحت عبد الهادي؛ زادهٔ ۱۲ ژوئیهٔ ۱۹۷۴) بازیکن فوتبال اهل مصر است.
از باشگاه‌هایی که در آن بازی کرده‌است می‌توان به باشگاه ورزشی زمالک، و باشگاه ورزشی زمالک، و تیم ملی فوتبال مصر اشاره کرد.
وی همچنین در تیم ملی فوتبال مصر بازی کرده‌است.